# Graubrauner Mausmaki
Der Graubraune Mausmaki (Microcebus griseorufus) ist eine auf Madagaskar lebende Primatenart aus der  Gattung der Mausmakis innerhalb der Gruppe der Lemuren.

## Merkmale
Graubraune Mausmakis sind relativ kleine Vertreter ihrer Gattung, die sich durch ihre helle Fellfärbung von anderen Arten unterscheiden. Sie erreichen eine Kopfrumpflänge von 11 bis 13 Zentimetern, wozu noch ein 14 bis 15 Zentimeter langer Schwanz kommt. Ihr Gewicht beträgt 46 bis 85 Gramm. Ihr Fell ist am Rücken grau und am Bauch weiß gefärbt. Am Rücken verläuft ein auffälliger rotbrauner Aalstrich, auch der Schwanz ist rotbraun. Der Kopf ist rundlich, zwischen den großen Augen befindet sich eine helle Zeichnung.

## Verbreitung und Lebensraum

Verbreitungsgebiet (rot) des Graubraunen Mausmakis auf Madagaskar

Graubraune Mausmakis sind im südwestlichen Madagaskar verbreitet, die genauen Grenzen ihres Verbreitungsgebietes sind aber nicht bekannt. Sie finden sich in einer Reihe von Lebensräumen, darunter Dornstrauchsavannen, Galeriewälder und Laubwälder.

## Lebensweise
Graubraune Mausmakis sind nachtaktiv und halten sich meist auf den Bäumen auf. Dort bewegen sie sich auf allen vieren oder springend fort. Ihre Nahrung besteht aus Früchten und Insekten, im Gegensatz zu anderen Mausmakis nehmen sie häufig auch Baumsäfte zu sich.

## Gefährdung
Hauptbedrohung für die Graubraunen Mausmakis stellt die Zerstörung ihres Lebensraums dar. Zwar sind die Bestandszahlen vermutlich im Rückgang, laut IUCN aber noch nicht in besorgniserregendem Ausmaß. Sie listet die Art als „nicht gefährdet“ (least concern).